# صائدو الأشباح (مسلسل كرتوني)
صائدو الأشباح مسلسل رسوم متحركة أمريكي عرض لأول مره في 13 سبتمبر 1986 واستمر عرضه حتى 5 أكتوبر 1991 تمت دبلجة للغة العربية وعرض على قناة ام بي سي 3 .

## روابط خارجية
- صائدو الأشباح على موقع IMDb (الإنجليزية)
- صائدو الأشباح على موقع روتن توميتوز (الإنجليزية)
- صائدو الأشباح على موقع نتفليكس (الإنجليزية)
- صائدو الأشباح على موقع كينوبويسك (الروسية)
- صائدو الأشباح على موقع ألو سيني (الفرنسية)
- صائدو الأشباح على موقع قاعدة بيانات الفيلم (الإنجليزية)